# Мірзаєв Махмуд Мірзайович
Махмуд Мірзайович Мірза́єв (нар. 15 червня 1921, Ташкент — пом. 3 серпня 2000, Ташкент) — радянський вчений в галузі виноградарства і садівництва. Доктор сільськогосподарських наук, професор, академік ВАСГНІЛ, академік Академії сільськогосподарських наук Республіки Узбекистану. Герой Соціалістичної Праці.

## Біографія
Народився 15 червня 1921 року в Ташкенті. Після закінчення Середньоазіатського індустріального робітфаку в 1939 році вступив до Ташкентського сільськогосподарського інституту, який закінчив у 1943 році. З 1943 року працював на виробництві, будучи головним агрономом спеціалізованого садово-виноградного радгоспу «Кібрай». Одночасно навчався в заочній аспірантурі Всесоюзного інституту рослинництва. Член ВКП(б) з 1948 року.
З 1948 року — директор Узбецького науково-дослідного інституту садівництва, виноградарства і виноробства. В 1951 році захистив кандидатську дисертацію. Одночасно, у 1952—1953 роках, працював заступником міністра сільського господарства Узбецької РСР, і з кінця 1962 року до початку 1964 року виконував обов'язки Міністра сільського господарства Узбекської РСР, а потім начальника Головного Управління сільськогосподарських наук Міністерства сільського господарства Узбекської РСР. 1975 року захистив докторську дисертацію, пов'язану з освоєнням земель в гірських і передгірних районах під сади і виноградники. З 1977 року генеральний директор Науково-виробничого об'єднання по садівництву, виноградарству і виноробству імені Р. Р. Шредера. У 1978 році обраний членом-кореспондентом ВАСГНІЛ, а в 1988 році — дійсним членом ВАСГНІЛ. У 1992 оці обраний академіком Узбецької академії сільськогосподарських наук.
У 1980—1985 роках обирався депутатом Верховної Ради Узбецької РСР 10-го скликання. Був членом Республіканського правління товариства «Знання», НТО сільського господарства, Президії Товариства охорони природи та озеленення, а потім товариства «Екосан», членом редакційних колегій, журналів «Садівництво і виноградарство» і «Сільське господарство Узбекистану», членом комісії з присудження Республіканської премії імені Беруні.
Помер в Ташкенті 3 серпня 2000 року. Похований ав Ташкенті на кладовищі «Мінор».

## Наукова діяльність
Основні наукові праці присвячені питанням гірського виноградарства Середньої Азії. Вченим розроблена технологія закладки та догляду за виноградниками в гірських районах; запропоновані принципи освоєння і організації спеціалізованих радгоспів в гірських і передгірних районах Середньої Азії.
Під його керівництвом підготовлено та видано фундаментальні роботи «Помологія Узбекистану» і «Ампелографія Узбекистану». Автор понад 400 наукових робіт (в тому числі 3-х монографій) і 1 винаходу. Серед робіт:
- Виноградарство и виноделие Узбекистана. — Ташкент, 1962 (у співавторстві);
- Воздушно-солнечная сушка плодов и винограда. — Москва, 1965 (у співавторстві);
- Основные проблемы горного виноградарства Узбекистана. — Ташкент, 1972;
- Виноградарство предгорно-горной зоны Узбекистана. — Ташкент, 1980;
- Горное садоводство Узбекистана. — Ташкент, 1982;
- Абрикос в Узбекистане: Биология, сорта, селекция, агротехника. — Ташкент, 1982 (у співавторстві з В. В. Кузнєцовим);
- Приусадебный виноградник. — Ташкент, 1984 (у співавторстві з Ю. М. Джавакянцом);
- Развитие предгорно-горного садоводства и виноградарства в Среднеазиатском регионе // Вестн. с.-х. науки. 1989. № 10. С. 35-40;
- Сады и виноградники — на новые земли // Садоводство и виноградарство. 1990. № 4. С. 2-5;
- Проблема повышения плодородия почв в садах Узбекистана / (у співавторстві з Ю. М. Джавакянцом) // Садоводство и виноградарство.1996. № 5-6. С. 2-4;
- Проблемы развития садоводства и виноградарства в Узбекистане / (у співавторстві з Ю. М. Джавакянцом) // Садоводство и виноградарство. 1999. № 4. С. 2-5.

## Відзнаки
- Заслужений діяч науки Узбецької РСР (1968);
- Заслужений агроном Узбецької РСР (1964);
- Герой Соціалістичної Праці (8 квітня 1971; за видатні успіхи, досягнуті в розвитку сільськогосподарського виробництва та виконанні п'ятирічного плану продажу державі продуктів землеробства і тваринництва[3]);
- Звання «Мехнат кахрамоні»;
- Нагороджений:
  - радянськими орденами:
    - Леніна (1971), Жовтневої Революції (1978), Трудового Червоного Прапора (1956), «Знак Пошани» (1964);

  - узбецькими орденами:
    - «Дустлік» (1994); «Ел-юрт Хурматі»; «Буюк хізматларі учун» (посмертно 2003[4]);

  - Почесною грамотою Верховної Ради Узбецької РСР (1951);
  - 8-ма медалями ВДНГ СРСР, Дипломом Пошани ВДНГ СРСР і Дипломом I ступеня ВДНГ СРCP[1].

## Вшанування пам'яті

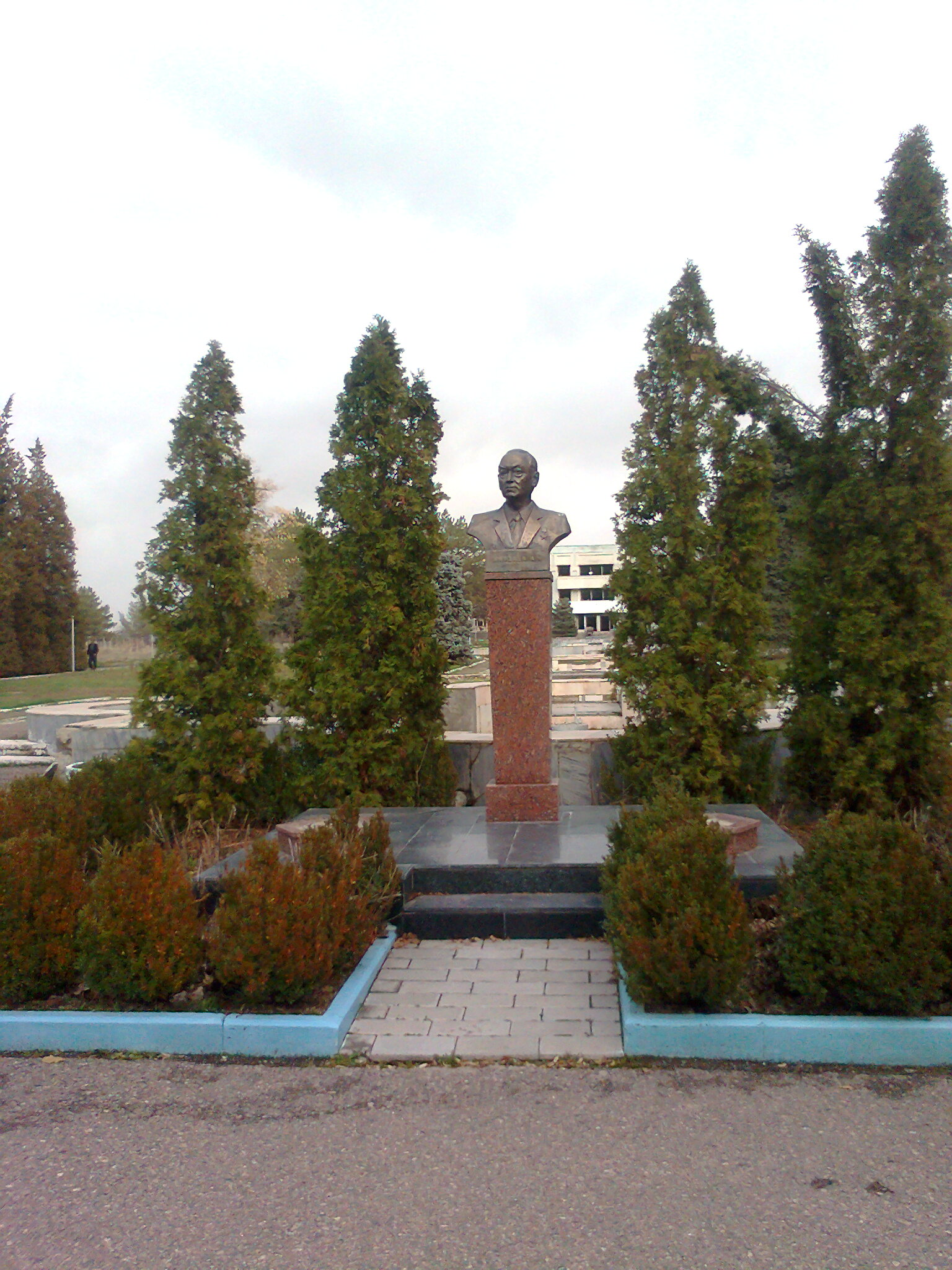
погруддя перед інститутом

Згідно з Постановою Кабінету міністрів Республіки Узбекистан № 254 від 24 серпня 2013 року Узбецький науково-дослідний інститут з садівництва, виноградарства та виноробства імені академіка Р. Р. Шредера перейменований, йому присвоєно ім'я Махмуда Мірзаєва.
Перед будівлею інституту його імені встановлене погруддя академіка.